# Pontus Farnerud
Pontus Farnerud, né le 4 juin 1980 à Helsingborg, est un footballeur suédois il évoluait au poste milieu offensif. Il est le frère aîné d'Alexander Farnerud. 
International suédois, (11 sélections), il a participé à la Coupe du monde 2002 et à l'Euro 2004.

## Biographie
Pontus Farnerud naît à Helsingborg et passe son enfance à Landskrona. C'est dans le club de la ville qu'il commence la pratique du football. Il fait ses débuts professionnels avec l'équipe une à l'âge de 16 ans. En août 1998, il est recruté par l'AS Monaco et fait ses débuts en Division 1 le 10 mars 1999 lors du match Monaco-Metz. Il joue 15 matches lors de la saison 1999-2000 qui voit le club de la principauté remporter le titre de champion. Lors de la saison 2003-2004, il est prêté au Racing Club de Strasbourg. Il retourne à Monaco pour la saison 2004-2005 avant de s'engager avec le RC Strasbourg à l'été 2005. 
En 2006, après la relégation de Strasbourg en Ligue 2, il quitte la France et signe au Sporting Portugal. Avec le club lisboète, il remporte deux fois la Coupe du Portugal (en 2007 et 2008) et une Supercoupe du Portugal (en 2007). 
En 2008, il rejoint le club norvégien de Stabæk. Dès sa première saison il remporte le championnat de Norvège. En 2012, libre de tout contrat, il retourne en Suède en s'engageant avec l'IFK Göteborg.
En novembre 2013, il met un terme à sa carrière en raison d'une blessure à la hanche.
En août 2014, il reprend du service avec le club amateur de Glumslövs en Division 5 (qui correspond en fait, malgré son nom, à la 7e division).

## Carrière
| Période          | Club            | Pays     |
| ---------------- | --------------- | -------- |
| 1996-1997 (août) | Landskrona BoIS | Suède    |
| 1998-2003        | AS Monaco       | France   |
| 2003-2004        | RC Strasbourg   | France   |
| 2004-2005        | AS Monaco       | France   |
| 2005-2006        | RC Strasbourg   | France   |
| 2006-2008        | Sporting CP     | Portugal |
| 2008-2012        | Stabæk Fotball  | Norvège  |
| 2012-2013        | IFK Göteborg    | Suède    |

## Palmarès
| AS Monaco (2) | Sporting CP (4) | Stabæk (2) |
| --- | --- | --- |
| - Championnat de France : - Champion : 2000 - Trophée des Champions : - Vainqueur : 2000 - Coupe de la Ligue : - Finaliste : 2001 | - Coupe du Portugal : - Vainqueur : 2007 et 2008 - Supercoupe du Portugal : - Vainqueur : 2007 - Coupe de la Ligue : - Vainqueur : 2008 | - Championnat de Norvège : - Champion : 2008 - Supercoupe de Norvège : - Vainqueur : 2009 - Coupe de Norvège : - Finaliste : 2008 |